# Oxid de vanadiu (IV)
Oxidul de vanadiu (IV) sau dioxidul de vanadiu este un compus anorganic cu formula chimică VO2 . Este un material solid de culoare albastru închis. Dioxidul de vanadiu (IV) este amfoteric, dizolvându-se în acizi neoxidanți pentru a da ionul albastru de vanadil, [VO]2+ și în alcali pentru a da ionului maro [V4O9]2, sau la pH ridicat [VO4]4− .  VO2 are o transformare de fază apropiată de temperatura camerei (≈66 °C). Rezistența electrică, opacitatea etc., pot schimba mai multe funcții. Datorită acestor proprietăți a fost utilizat în acoperiri ale suprafețelor, senzori,  și imagistică.  Aplicațiile potențiale includ utilizarea în dispozitivele de memorie,   întrerupătoare de schimbare a fazelor,  sisteme de comunicare aerospațială și calcul neuromorfic . 

## Proprietăți

### Structură
La temperaturi sub Tc = 340 K (67 °C), VO

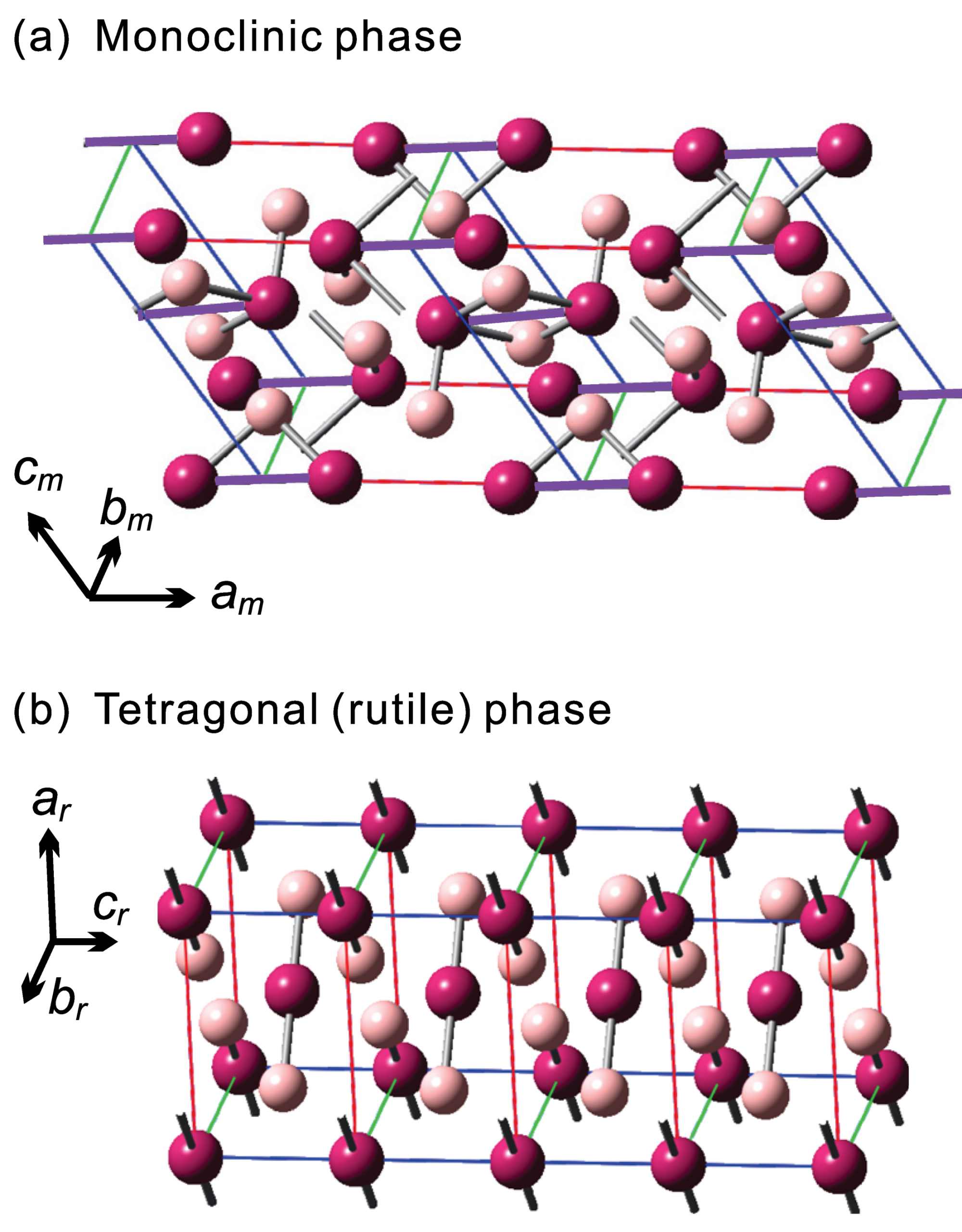
Structura VO_{2}. Atomii de vanadiu sunt purpurii, iar atomii de oxigen sunt roz. Dimerele V–V sunt evidențiate de liniile violete din (a). Distanțele dintre atomii de vanadiu adiacenți sunt egale în (b).

2 are o structură monoclinică (grupa spațială P21/c). Peste TC, structura este tetragonală, cum ar fi rutil TiO
2. În faza monoclinică, ionii V4+ formează perechi de-a lungul axei c, ceea ce duce la alternanța distanțelor VV scurte și lungi de 2,65 Å și 3,12 Å. În comparație, în faza rutilă ionii V4+ sunt separați cu o distanță fixă de 2,96 Å. Ca urmare, numărul de ioni V4+ din celula unității cristaline se dublează de la rutil la faza monoclinică. 
Morfologia de echilibru a VO
2 particule sunt aciculare, limitate lateral de (110) suprafețe, care sunt cele mai stabile planuri de terminație.  Suprafața tinde să fie oxidată în raport cu compoziția stoechiometrică, cu oxigenul adsorbit pe suprafața (110) formând specii de vanadil.  Prezența ionilor V5+ la suprafața filmelor de VO
2 au fost confirmate prin spectroscopie fotoelectronă cu raze X. 

### Electronic
La temperatura de tranziție rutilă la monoclinică (67   ° C),  VO
2 prezintă, de asemenea, o tranziție de metal la semiconductor în structura sa electronică: faza rutilă este metalică, în timp ce faza monoclinică este semiconductoare.  Diferența de bandă optică a VO 2 în faza monoclinică la temperatură joasă este de aproximativ 0.7 eV. 

### Termic
VO2 metalic contrazice legea Wiedemann-Franz care susține că raportul dintre contribuția electronică a conductivității termice (κ) la conductivitatea electrică (σ) a unui metal este proporțională cu temperatura . Conductivitatea termică care poate fi atribuită mișcării electronilor a fost de 10% din cantitatea prevăzută de legea Wiedemann-Franz. Motivul pentru aceasta pare a fi modul fluid prin care electronii se deplasează prin material, reducând mișcarea tipică a electronilor.  Conductivitate termică ~ 0.2 W/m⋅K, conductivitate electrică ~ 8.0×10^5 S/m. 
Printre aplicațiile potențiale se numără transformarea căldurii din timpul folosirii motoarelor și aparatelor electrice sau ferestre care păstrează clădirile temperatura din interior. Conductivitatea termică a variat atunci când VO2  a fost amestecat cu alte materiale. La o temperatură scăzută poate acționa ca un izolator, conducând în același timp căldură la o temperatură mai ridicată. 

## Sinteză și structură

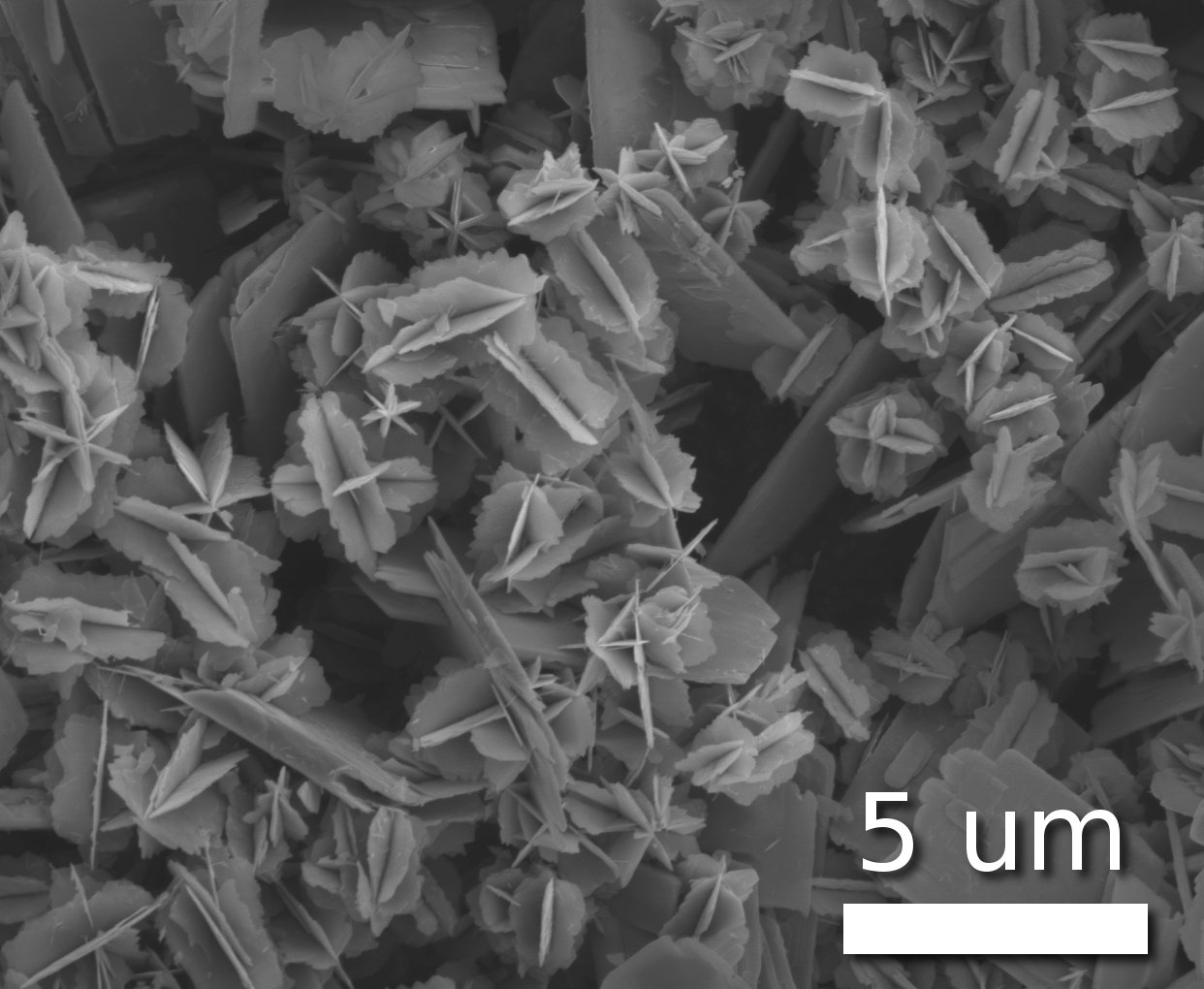
Nanostarii ale oxidului de vanadiu (IV)

După metoda descrisă de Berzelius, VO
2 se prepară prin comproporționarea oxidului de vanadiu (III) și oxidul de vanadiu (V) : 
V
2O
5  +  V
2O
3   →    4 VO
2
La temperatura camerei, VO2 are o structură rutilă distorsionată cu distanțe mai scurte între perechile de atomi de V care indică legătura metal-metal. Peste 68 °C structura se transformă într-o structură rutilă nedistorsă și legăturile metal-metal sunt rupte provocând o creștere a conductivității electrice și a susceptibilității magnetice, deoarece electronii de legătură sunt „eliberați”.  Originea acestui izolator la tranziția metalului rămâne controversată și este de interes atât pentru fizica materiei condensate  și pentru aplicații practice, cum ar fi întrerupătoare electrice, filtre electrice reglabile, limitatori de putere, nano-oscilatoare,  memistoare, efect de câmp tranzistoare și metamateriale . 

## Reflexie infrarosie
VO
2 exprimă proprietăți reflectorizante dependente de temperatură. Când este încălzit de la temperatura camerei până la 80 °C, radiația termică a materialului crește normal până la 74 °C, înainte să apară brusc în jurul valorii de 20 °C. La temperatura camerei VO
2 este aproape transparent la lumina infraroșie. Pe măsură ce temperatura sa crește, se schimbă treptat în reflectorizant. La temperaturi intermediare, se comportă ca un dielectric puternic absorbant.  

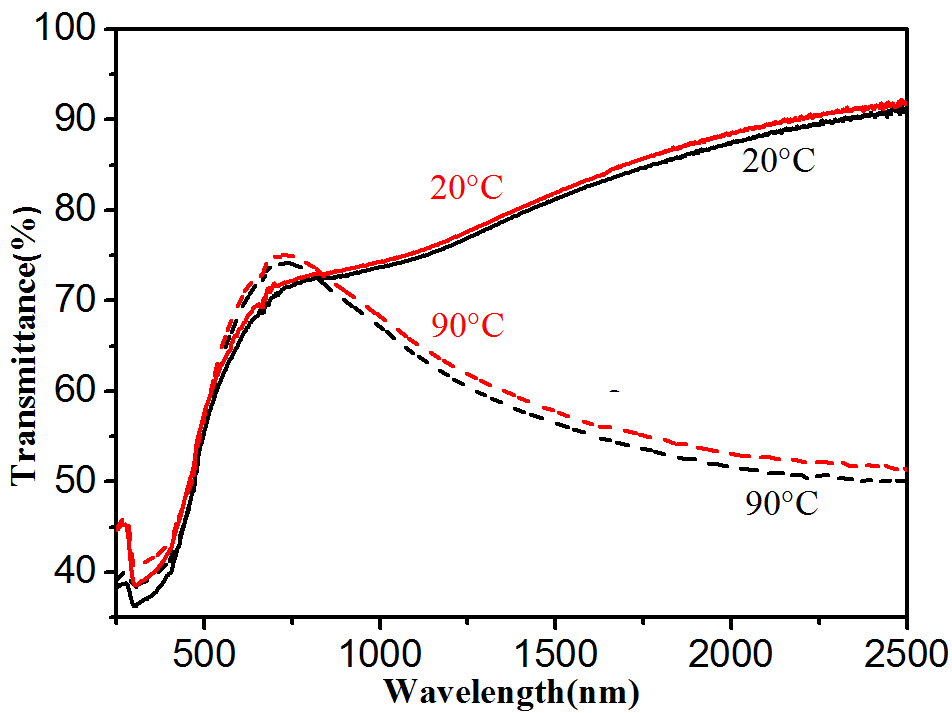
Spectre de transmisie ale unui film de VO_{2}/SiO_{2}. Încălzirea ușoară are ca rezultat absorbția semnificativă a luminii infraroșii

O peliculă subțire de oxid de vanadiu pe un substrat extrem de reflectant (pentru lungimi de undă specifice infraroșului), cum ar fi safir, este absorbantă sau reflectantă, dependentă de temperatură. Emisivitatea sa variază considerabil cu temperatura. Atunci când oxizii de vanadiu tranziția cu temperatura crescută, structura suferă o scădere bruscă a emisivității - aspect mai rece la camerele cu infraroșu decât este în realitate.  
Varierea materialelor de substrat, de exemplu, la oxidul de staniu indiu și modificarea acoperirii cu oxid de vanadiu folosind doparea, încordarea și alte procese, modifică lungimile de undă și intervalele de temperatură la care sunt observate efectele termice.  
Structurile nano-scale care apar în mod natural în regiunea de tranziție a materialelor pot suprima radiațiile termice pe măsură ce temperatura crește. Doparea acoperirii cu tungsten scade intervalul termic al efectului până la temperatura camerei. 

## Utilizări

### Managementul radiațiilor infraroșii
Filmele cu dioxid de vanadiu dopate sub tungsten și dopate pot acționa ca acoperiri „selective spectral” pentru a bloca transmisia în infraroșu și pentru a reduce pierderea de căldură interioară a clădirii prin ferestre.    Variația cantității de wolfram permite reglarea temperaturii de tranziție a fazei la o viteză de 20 °C la 1 procent atomic de tungsten.  Acoperirea are o ușoară culoare galben-verde. 
Alte aplicații potențiale ale proprietăților sale termice includ camuflajul pasiv, balizele termice, comunicarea sau pentru a accelera sau încetini în mod deliberat răcirea (ceea ce ar putea fi util într-o varietate de structuri, de la case la sateliți  ). 
Dioxidul de vanadiu poate acționa ca modulatoare optice extrem de rapide, modulatoare cu infraroșu pentru sisteme de ghidare a rachetelor, camere foto, stocare de date și alte aplicații. Transformarea de fază termochromă între faza conductivă transparentă semiconductivă și reflectoare, care se produce la 68 °C, se poate întâmpla în perioade cât mai scurte, de 100 femtosecunde.

### Calcul de schimbare de fază și memorie
Tranziția de fază izolator-metal în VO2 poate fi manipulată la nano-scală folosind un vârf microscopic de forță atomică conducătoare părtinitoare,  sugerând aplicații în calcul și stocarea informațiilor. 

## Vezi si
- Baterie redox din Vanadiu